# OXO (spel)

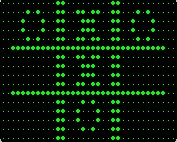
Screenshot van OXO (zonder gebruikersinterface)

OXO is een gezelschapsspel voor twee personen, dat gespeeld wordt op een rooster waarop O's en X'en worden geplaatst. De spelers plaatsen per beurt voor elke hand een O of X, afhankelijk van de letter dat ze bij aanvang van het spel kiezen. De eerste speler die het woord OXO kan vervolledigen met zijn of haar letter wint het spel. 
Het spel verscheen in 1952 als eerste computerspel. Alexander S. Douglas schreef het spel ter illustratie van zijn Ph.D.-scriptie. OXO werd bediend met behulp van een kiesschijf en er kon alleen tegen een computertegenstander gespeeld worden. De uitvoer werd getoond op de 35x16 dot-matrix CRT van de EDSAC.

## Variant
- Boter-kaas-en-eieren